# Arubolana
Arubolana là một chi động vật giáp xác thuộc họ Cirolanidae. Chi này có các loài sau:
- Arubolana aruboides
- Arubolana imula
- Arubolana parvioculata